# Hugo Beyer
Anton Hugo Beyer, född 29 januari 1836 i Kungsholms församling, Stockholms stad, död 20 oktober 1918 i Ulrika Eleonora svenska församling i London, Storbritannien, var en svensk sånglärare.

## Biografi
Hugo Beyer föddes 1836 i Stockholm. Han var elev vid konservatoriet i Stockholm och blev senare sånglärare i Stockholm. Från 1889 arbetade han som sånglärare i London. Beyer komponerade även sånger. Han avled 1918 i London.

### Familj
Beyer gifte sig 20 maj 1867 på Björnö med Anna Amalia Posse (1833–1903), dotter till majoren Carl Otto Posse och Sofia Vilhelmina Berg von Linde.